# 旺报
《旺報》（英語：Want Daily）是中華民國第一份以报导兩岸四地消息为主要内容，旨在增进海峡两岸了解的正體中文报纸，标榜「台灣优先、两岸第一」。《旺报》由中时媒体集团创办，2009年8月4日至2009年8月10日隨《工商時報》发行试刊号，2009年8月11日正式发行，2020年4月轉成夾報與《中國時報》共同發行。

## 歷史
《旺報》於2009年8月4日至2009年8月10日發行試刊號，並隨《工商時報》贈閱。2009年8月7日《中時電子報》開始轉載《旺報》部分內容。
《中時電子報》於2009年8月10日開設《旺報》專屬入口首頁。2009年8月11日《旺報》在中時媒體集團大樓舉行創刊酒會，許多政商名要等人出席創刊酒會，並有中華民國總統馬英九與副總統蕭萬長頒贈書面賀詞，賴幸媛與江丙坤也在場表示關注與建議。
- 2010年7月10日，《旺報》與《天津今晚報》簽合作協議，雙方同意授權將各自出版發行報紙提供對方使用。
- 2010年8月13日，《旺報》與福建《海峽經濟》雜誌合作，與《旺報》交換刊登區域財經資訊。
- 2010年8月13日，日本經濟新聞與《旺報》結盟，預計10月起《旺報》將提供英文版中國新聞給《日本經濟新聞》用戶。
- 2010年8月13日，《旺報》、香港《文匯報》簽署合作協議，《文匯報》定期提供財經、旅遊等新聞給《旺報》。
- 2010年10月2日 以「台灣精神、華人觀點、全球視野」為宗旨的英文旺報（Want China Times）以電子報形式正式創刊，透過的網路建構一個讓國際人士了解大中華地區的訊息溝通平台。
- 2012年1月2日，旺e報全新改版。
- 2020年3月底停刊，并于4月转成夹报與《中國時報》共同發行[2][3]。

## 報紙版面
《旺报》版面為8開版，平日發行5大張40版，星期日發行4大張32版，内容涵盖中国的财经要闻、政策解读、趋势观察、理财投资、教育职场和文艺旅游等方面。为掌握第一手资讯，《旺报》还与新华社、《中国青年报》、《财经杂志》、《新浪网》、《上海商报》、《第一财经日报》、南方报业传媒集团等中國媒体合作。
《旺報》聘請台灣音樂與文化評論家張鐵擔任副刊第一任主編。張鐵志主要負責的是每天兩頁的藝文版與評論版，以及每星期日出刊的每份十二頁的《文化周報》。張鐵志強調，他在《旺報》的工作不會影響他關注中國人權。
2009年8月9日，《文化周報》發行第一期。該期的封面故事是〈中國不高興？！剖析中國民族主義〉，是以《中國不高興》一書及其體現的中國民族主義為主題，邀請兩位中國評論家分析該書及其相關現象。該期的〈本周選書〉單元，摘錄中國作家閻連科的作品《我與父輩》。

## 兩岸徵文獎
《旺報》與中國大陸合作媒體共同舉辦兩岸徵文獎，主題為「台灣人看大陸」及「大陸人看台灣」，提供任何兩岸相關的觀察、小故事或旅遊心得（長期徵稿）。

## 读者群
《旺报》读者群主要是親中國大陸或深藍人士，或是想到中國大陸旅遊、求学、工作，或者因为工作关系与中國大陸有着直接的经济利益关系，继而需要增进对中國大陸的整体认识和了解。《旺报》表示，它的读者群裡还有台商、台幹和他们的家属。

### 引用
1. 1 2  翁翠萍 台北2009年8月11日電，〈旺報創刊酒會 政界嘉賓祝賀〉 的存檔，存档日期2009-08-15.，中央通訊社，2009年8月11日
2. ↑  .   [2020-03-03]. （原始内容存档于2021-01-21）.
3. ↑  .   [2020-04-20]. （原始内容存档于2021-01-26）.
4. 1 2  陳蘇 台北報導，〈台湾旺报创刊 聚焦中国大陆〉 （页面存档备份，存于），《美國之音中文網》，2009年8月11日
5. ↑  張鐵，〈我為何來編旺報文化副刊〉 （页面存档备份，存于），《Sounds and Fury》（張鐵志官方部落格），2009年8月9日
6. ↑  《文化周報》第一期封面

## 外部連結
- 旺報 （页面存档备份，存于）
- 英文旺報
- 旺报的新浪微博